# Anasterias perrieri
Anasterias perrieri är en sjöstjärneart som först beskrevs av E.A. Smith 1876.  Anasterias perrieri ingår i släktet Anasterias och familjen trollsjöstjärnor. Inga underarter finns listade i Catalogue of Life.